# Corinnomma rapax
Corinnomma rapax is een spinnensoort uit de familie van de loopspinnen (Corinnidae).
De wetenschappelijke naam van de soort werd in 1993 gepubliceerd door Christa Laetitia Deeleman-Reinhold.